# Championnat du Salvador de football 1990-1991
Navigation
Saison précédente Saison suivante
La Primera División 1990-1991 est la quarantième édition de la première division salvadorienne.
Lors de ce tournoi, l'Alianza FC a tenté de conserver son titre de champion du Salvador face aux neuf meilleurs clubs salvadoriens.
Chacun des dix clubs participant était confronté quatre fois aux neuf autres équipes. Puis les quatre meilleurs de chaque groupe de qualification se sont affrontés lors d'une phase finale à la fin de la saison.
Seulement deux places étaient qualificatives pour la Coupe des champions de la CONCACAF.

## Les 10 clubs participants
| \| CD Águila Cojutepeque FC CD Águila CD Dragon Club Deportivo FAS CD Luis Ángel Firpo Alianza FC Atlético Marte CD Metapán Fuerte San Francisco CD Tiburones \| Localisation des clubs engagés dans le championnat. |
| CD Águila Cojutepeque FC CD Águila CD Dragon Club Deportivo FAS CD Luis Ángel Firpo Alianza FC Atlético Marte CD Metapán Fuerte San Francisco CD Tiburones                                                           |

| Club                 | Stade                          | Capacité          | Ville                |
| CD Águila            | Stade Juan Francisco Barraza   | 10 000            | San Miguel           |
| Alianza FC           | Stade Cuscatlán                | 45 925            | San Salvador         |
| Cojutepeque FC (en)  | Stade inconnu                  | Capacité inconnue | Cojutepeque          |
| CD Dragon            | Stade Juan Francisco Barraza   | 10 000            | San Miguel           |
| Club Deportivo FAS   | Stade Oscar Quiteño            | 15 000            | Santa Ana            |
| CD Luis Ángel Firpo  | Stade Sergio Torres            | 5 000             | Usulután             |
| CD Atlético Marte    | Stade Cuscatlán                | 45 925            | San Salvador         |
| CD Metapán           | Stade inconnu                  | Capacité inconnue | Metapán              |
| Fuerte San Francisco | Stade Luis Amílcar Moreno (en) | 2 000             | San Francisco Gotera |
| CD Tiburones         | Stade inconnu                  | Capacité inconnue | Acajutla             |

## Compétition
La compétition se déroule en deux phases :
- La phase de qualification : les trente-six journées de championnat.
- La phase finale : six journées de championnat entre les quatre meilleures équipes.

### Phase de qualification
Lors de la phase de qualification les dix équipes affrontent à quatre reprises les neuf autres équipes selon un calendrier tiré aléatoirement.
Les équipes sont divisées en deux groupes de qualification, et les deux meilleures équipes de chacun d'entre eux sont qualifiées pour la phase finale.
Le classement est établi sur l'ancien barème de points (victoire à 2 points, match nul à 1, défaite à 0).
Le départage final se fait selon les critères suivants :
- Le nombre de points.
- Un match d'appui pour départager les équipes.

#### Classement
| Rang | Équipe              | Pts | J  | G  | N  | P  | Bp | Bc | Diff |
| ---- | ------------------- | --- | -- | -- | -- | -- | -- | -- | ---- |
| 1    | CD Luis Ángel Firpo | 49  | 36 | 15 | 19 | 2  | 52 | 30 | +22  |
| 2    | Alianza FC (T)      | 45  | 36 | 16 | 13 | 7  | 60 | 38 | +22  |
| 3    | Club Deportivo FAS  | 41  | 36 | 14 | 13 | 9  | 49 | 40 | +9   |
| 4    | CD Tiburones        | 35  | 36 | 11 | 15 | 10 | 34 | 38 | -4   |
| 5    | Cojutepeque FC (en) | 25  | 36 | 6  | 14 | 16 | 32 | 50 | -18  |

| Rang | Équipe                   | Pts | J  | G  | N  | P  | Bp | Bc | Diff |
| ---- | ------------------------ | --- | -- | -- | -- | -- | -- | -- | ---- |
| 1    | CD Atlético Marte        | 40  | 36 | 12 | 16 | 8  | 46 | 33 | +13  |
| 2    | CD Águila                | 40  | 36 | 15 | 10 | 11 | 45 | 35 | +10  |
| 3    | CD Metapán               | 32  | 36 | 10 | 12 | 14 | 30 | 43 | -13  |
| 4    | Fuerte San Francisco (P) | 31  | 36 | 8  | 15 | 13 | 41 | 54 | -13  |
| 5    | CD Dragon                | 19  | 36 | 5  | 9  | 22 | 44 | 72 | -28  |

| Légende : Qualifications et relégations | Légende : Qualifications et relégations                  |
| --------------------------------------- | -------------------------------------------------------- |
|                                         | Qualifié pour la phase finale                            |
|                                         | Relégué en Segunda División                              |
|                                         | (T) : Tenant du titre (P) : Promu de la saison 1989-1990 |

### La phase finale
Lors de la phase finale les quatre équipes affrontent à deux reprises les trois autres équipes selon un calendrier tiré aléatoirement.
Le classement est établi sur l'ancien barème de points (victoire à 2 points, match nul à 1, défaite à 0).
Le départage final se fait selon les critères suivants :
- Le nombre de points.
- La différence de but.
- Un match d'appui pour départager les équipes.

#### Classement
| Rang | Équipe              | Pts | J | G | N | P | Bp | Bc | Diff |
| ---- | ------------------- | --- | - | - | - | - | -- | -- | ---- |
| 1    | CD Luis Ángel Firpo | 7   | 6 | 1 | 5 | 0 | 7  | 5  | +2   |
| 2    | CD Águila           | 7   | 6 | 1 | 5 | 0 | 7  | 5  | +2   |
| 3    | Alianza FC (T)      | 7   | 6 | 2 | 3 | 1 | 11 | 11 | 0    |
| 4    | CD Atlético Marte   | 3   | 6 | 0 | 3 | 3 | 7  | 11 | -4   |

| Légende : Qualifications et relégations | Légende : Qualifications et relégations                            |
| --------------------------------------- | ------------------------------------------------------------------ |
|                                         | Coupe des champions de la CONCACAF 1992 (4e Tour de qualification) |
|                                         | Coupe des champions de la CONCACAF 1992 (3e Tour de qualification) |
|                                         | (T) : Tenant du titre                                              |

#### Match de départage pour le titre
| 30 juin 1991 | CD Luis Ángel Firpo | 1:0   | CD Águila | Stade Cuscatlán |  |
|              | Marlon Menjívar 69e | (0:0) |           |                 |  |

## Bilan du tournoi
| Tableau d'Honneur          |                     |
| Compétition                | Vainqueur           |
| Primera División 1990-1991 | CD Luis Ángel Firpo |

| Qualifications continentales 1991-1992 |                     |
| Coupe des champions de la CONCACAF     | Qualifiés           |
| Quatrième tour de qualification        | CD Luis Ángel Firpo |
| Troisième tour de qualification        | CD Águila           |

| Promotions et relégations   |                |
| Relégué en Segunda División | CD Dragon      |
| Promu de Segunda División   | AD El Transito |